# Tom Arnold
Thomas «Tom» Duane Arnold (Ottumwa, Iowa; 6 de marzo de 1959) es un actor y comediante estadounidense.

## Vida privada
Tiene seis hermanos: Lori, Johnny, Scott, Chris, Marla y Marcos. Su madre abandonó a la familia cuando Arnold era un niño. Durante su juventud, trabajó en una planta empacadora de carne. Más tarde, Arnold asistió a la Ottumwa High School, India Hills Community College y la Universidad de Iowa, donde estudió administración de empresas y escritura. 
En 1983, Arnold comenzó una relación con la también comediante Roseanne Barr; sin embargo su relación se complicó cuando Barr y él tuvieron adicciones a las drogas y el alcohol. La pareja se casó en 1990 y se separó en 1994. Durante los siguientes diez años se casó dos veces sucesivas; sin embargo se volvió a divorciar. [cita requerida] En agosto de 2008 se rompió la escápula en un accidente de motocicleta en la Ruta Estatal de California 1. 
El fin de semana de Acción de Gracias de 2009, Arnold se casó por cuarta vez, con Ashley Groussman, en una ceremonia íntima en Maui. Durante su luna de miel, Arnold y Ashley fueron detenidos en Shanghái, China. El 6 de abril de 2013 tuvieron su primer hijo, Jax Copeland Arnold. Tom, aunque no es judío, practica el Judaísmo, pues se hizo un fiel creyente de esa religión cuando se casó con Roseanne Barr.
A principios de los años 80, Arnold creó su propia comedia, Tom Arnold and the Goldfish Review.

## Filmografía

### Cine
| Año  | Título                                                   | Personaje                                | Notas                          |
| ---- | -------------------------------------------------------- | ---------------------------------------- | ------------------------------ |
| 1991 | Freddy's Dead: The Final Nightmare                       | Hombre sn niñez                          |                                |
| 1991 | Backfield in Motion                                      | Howard Peterman                          |                                |
| 1992 | Hero                                                     | Chick                                    |                                |
| 1993 | The Woman Who Loved Elvis                                | Jack Jackson                             | Película de televisión         |
| 1993 | Coneheads                                                | Golfer                                   | No acreditado                  |
| 1993 | Body Bags                                                | Trabajador de morgue N.º 1               | Película de televisión         |
| 1993 | Undercover Blues                                         | Vern Newman                              |                                |
| 1994 | True Lies                                                | Albert "Gib" Gibson                      |                                |
| 1995 | Nine Months                                              | Marty Dwyer                              |                                |
| 1996 | Big Bully                                                | Roscoe "Fang" Bigger                     |                                |
| 1996 | Carpool                                                  | Franklin Laszlo                          |                                |
| 1996 | The Stupids                                              | Stanley Stupid                           |                                |
| 1997 | Touch                                                    | August Murray                            |                                |
| 1997 | McHale's Navy                                            | Teniente Comandante Quinton McHale, Jr.  |                                |
| 1997 | Austin Powers: International Man of Mystery              | Texan                                    | No acreditado                  |
| 1997 | Hacks                                                    | Danny                                    |                                |
| 1998 | National Lampoon's Golf Punks                            | Al Oliver                                |                                |
| 1998 | Buster & Chauncey's Silent Night                         | Fritz                                    | Voz. Directo-a-vídeo           |
| 1999 | Jackie's Back                                            | Martin Pritz                             | Película de televisión         |
| 2000 | Bar Hopping                                              | Eddie                                    | Película de televisión         |
| 2000 | Animal Factory                                           | Buck Rowan                               |                                |
| 2000 | We Married Margo                                         | Él mismo                                 | Cameo                          |
| 2000 | Shriek If You Know What I Did Last Friday the Thirteenth | Doughy Primesuspect / Hardy (El asesino) | Directo-a-vídeo                |
| 2000 | Just Sue Me                                              | Barbuto                                  |                                |
| 2000 | Welcome to Hollywood                                     | Él mismo                                 | Cameo                          |
| 2001 | Exit Wounds                                              | Henry Wayne                              |                                |
| 2001 | Lloyd                                                    | Tom                                      |                                |
| 2002 | Hansel & Gretel                                          | Boogeyman                                |                                |
| 2002 | Romantic Comedy 101                                      | James Ford                               | Película de televisión         |
| 2002 | Children on Their Birthdays                              | Lionel Quince                            |                                |
| 2003 | Manhood                                                  | Dr. Levanthal                            |                                |
| 2003 | Cradle 2 the Grave                                       | Archie                                   |                                |
| 2003 | National Lampoon's Barely Legal                          | Sr. Lewis                                |                                |
| 2003 | Dickie Roberts: Former Child Star                        | Él mismo                                 | Cameo                          |
| 2003 | Just for Kicks                                           | Entrenador Martin                        | Directo-a-vídeo                |
| 2004 | Soul Plane                                               | Elvis Hunkee                             |                                |
| 2004 | Mr. 3000                                                 | Él mismo                                 | Cameo                          |
| 2005 | Happy Endings                                            | Frank McKee                              |                                |
| 2005 | Kicking & Screaming                                      | Él mismo                                 | Cameo                          |
| 2005 | Rebound                                                  | Él mismo                                 | Cameo                          |
| 2005 | The Kid & I                                              | Bill Williams                            | También productor y escritor   |
| 2005 | Chasing Christmas                                        | Jack Cameron                             | Película de televisión         |
| 2005 | Three Wise Guys                                          | Murray Crown                             | Película de televisión         |
| 2007 | Homo Erectus                                             | Gay Caveman                              |                                |
| 2007 | Pride                                                    | Richard Binkowski                        |                                |
| 2007 | Game of Life                                             | Richard                                  | Originalmente llamada: Oranges |
| 2007 | Palo Alto                                                | Morgan                                   |                                |
| 2007 | The Final Season                                         | Burt Akers                               |                                |
| 2008 | Gardens of the Night                                     | Alex                                     |                                |
| 2008 | Good Dick                                                | Dad                                      |                                |
| 2008 | This Is Not a Test                                       | Él mismo                                 |                                |
| 2008 | Remarkable Power                                         | Van Hagen                                |                                |
| 2008 | Moonlight and Mistletoe                                  | Nick Crosby                              | Película de televisión         |
| 2008 | Unstable Fables: The Goldilocks and 3 Bears Show         | Mac Bear                                 | Voz. Directo-a-Película de DVD |
| 2009 | The Skeptic                                              | Sully                                    |                                |
| 2009 | American Summer                                          | Él mismo                                 |                                |
| 2009 | April Showers                                            | Martin Blackwell                         |                                |
| 2009 | The 1 Second                                             |                                          | Productor                      |
| 2010 | Group Sex                                                | Herman                                   |                                |
| 2011 | Walk a Mile in My Pradas                                 | Joe                                      |                                |
| 2012 | Fred 3: Camp Fred                                        | Floyd Spunkmeyer                         | Película de televisión         |
| 2012 | Madea's Witness Protection                               | Walter                                   |                                |
| 2012 | Hit and Run                                              | U.S. Marshal Randy Anderson              |                                |
| 2012 | Chilly Christmas                                         | Quarterman                               | Directo-a-vídeo                |
| 2013 | Jewtopia                                                 | Bruce Daniels                            |                                |
| 2013 | Pulling Strings                                          | Art                                      |                                |
| 2014 | Dumbbells                                                | Daddy                                    |                                |
| 2014 | Shelby                                                   | Doug the Dog Catcher                     |                                |
| 2015 | Jungle Shuffle                                           | Coati King                               | Voz                            |
| 2015 | Underdog Kids                                            | Gene "Geno" Burman                       |                                |
| 2015 | Sex School                                               | Principle Hyman                          |                                |
| 2015 | A Mouse Tale                                             | Dalliwog the Wizard                      | Voz                            |
| 2015 | I Am Chris Farley                                        | Él mismo                                 |                                |
| 2015 | The Curse of Downers Grove                               | Padre de Chuck                           |                                |
| 2017 | Dead Ant                                                 |                                          |                                |
| 2017 | Maximum Impact                                           | Barnes                                   |                                |
| 2018 | The Hunt for the Trump Tapes with Tom Arnold             | Él mismo                                 |                                |
| 2018 | Bigger                                                   | Roy Hawkins                              |                                |
| 2018 | Saving Flora                                             | Runyon                                   |                                |
| 2019 | Christmas Scavenger Hunt                                 | Carl                                     | Película de Hallmark           |
| 2021 | Queen of Meth                                            | Él mismo                                 |                                |

### Televisión
| Año       | Título                                          | Personaje                          | Notas                                  |
| --------- | ----------------------------------------------- | ---------------------------------- | -------------------------------------- |
| 1989–1993 | Roseanne                                        | Arnold Shep "Arnie" Thomas         | 20 Episodios                           |
| 1992–1993 | The Jackie Thomas Show                          | Jackie Thomas                      | 18 Episodios. Coproductor              |
| 1994      | Tom                                             | Tom Graham                         | 12 Episodios                           |
| 1994      | General Hospital                                | Billy Boggs                        | 9 Episodios                            |
| 1997–1998 | The Tom Show                                    | Tom Amross                         | 19 Episodios                           |
| 1998      | Space Ghost Coast to Coast                      | Él mismo                           | Voz. Episodio: "Joshua"                |
| 1999      | The Simpsons (Los Simpsons [Esp])               | Él mismo                           | Voz. Episodio: "Treehouse of Horror X" |
| 2000      | Baywatch: Hawaii                                | Al Raymond                         | Episodio: "The Cage"                   |
| 2001      | Weakest Link                                    | Él mismo                           |                                        |
| 2001      | Fairly Odd Parents (Los padrinos mágicos [Esp]) | Corporate Santa                    | Voz                                    |
| 2007      | The Celebrity Apprentice                        | Él mismo                           |                                        |
| 2007      | Law & Order: Criminal Intent                    | Rev. Calvin Riggins                | Episodio: "Brother's Keeper"           |
| 2008–2009 | My Big Redneck Wedding                          | Él mismo como anfitrión y narrador | 16 Episodios                           |
| 2009–2011 | Sons of Anarchy                                 | Georgie Caruso                     | 4 Episodios                            |
| 2011      | Franklin & Bash                                 | Ronny Streppi                      | Episodio: "You Can't Take It With You" |
| 2013      | The First Family                                | Vicepresidente Arthur Crandall     | 3 Episodios                            |
| 2014      | Psych                                           | Garth Mathers                      | Episodio: "A Touch of Sweevil"         |
| 2015      | Workaholics                                     | George                             |                                        |
| 2016      | Trailer Park Boys                               | Él mismo                           | 3 Episodios                            |
| 2016–2019 | NCIS: New Orleans                               | Elvis Bertrand                     | 4 Episodios                            |
| 2017      | I'm a Celebrity...Get Me Out of Here!           | Él mismo                           |                                        |
| 2020      | World's Funniest Animals                        | Invitado                           | 1 Episodio                             |

- Blue Ridge Fall (1999)
- Civility (2000)
- Ways of the Taxidermist (2000)
- Ablaze (2001)
- Return of the Taxidermist (2002)
- Dennis the Menace in Cruise Control (2002) (voz)
- Revenge of the Taxidermist (2005)
- Cloud 9 (2006)
- Jocking Around (2007)
- The Year of Getting to Know Us (2008)
- A Christmas Proposal (2008)
- My Big Redneck Wedding (2008–2009)
- MERRIme.com (2009)
- The Jerk Theory (2009)
- Heckle U (2009)
- The Group (2010)
- Hard Breakers (2010)
- Last Call (2010)
- The Bad Penny (2010)
- Endure (2010)
- Firedog (2010) (voz)
- The Pool Boys (2011)
- Beethoven's Christmas Adventure (2011) (voz)
- My Big Redneck Vacation (2011-2012)
- Comedy Central Roast of Roseanne (2012)